# مار موشی هندی
مار موشی هندی (نام علمی: Ptyas mucosa) نام یک گونه از سرده پتیاس است.